# 井上理恵
井上 理恵（いのうえ よしえ）は、日本の近現代演劇・戯曲の研究者。桐朋学園芸術短期大学名誉教授。元吉備国際大学社会学部国際社会学科教授。理惠の名は旧字が本名。2019年から執筆時に井上理惠を使用。

## 略歴
東京生まれ。6歳から日本舞踊市山流家元に日本舞踊を習う（市山松鳳）。家族が宝塚歌劇団や歌舞伎・新派などを好んだため、幼少時からそれらの舞台を数多く観たという（井上著『菊田一夫の仕事』参照）。学習院時代には演劇部でフランス演劇の古典や現代劇を演じ、演出・製作にも関与した。早稲田大学大学院文学研究科修士課程演劇専修修了。河竹登志夫、鳥越文蔵に師事し、近現代演劇・戯曲を研究した。『近代演劇の扉をあける』で日本演劇学会河竹賞を受賞（2000年度）。
ロンドン大学SOAS visiting fellow。日本演劇学会幹事（1993～2000年　学会ホームページ参照）・理事（2000年～現在）・副会長（2000年～2022年）。吉備国際大学社会学部教授（1995年～2010年）。吉備国際大学社会学部国際社会学科学科長（2005年4月～09年3月）。日本社会文学会関東甲信越ブロック代表。有島武郎研究会代表幹事。日本演劇学会河竹賞選考委員長（2010年～2016年）。日本近代演劇史研究会代表（2010年3月～現在）。日本文藝家協会会員。井上理惠の演劇時評公開中　https://3yos-vevue.seesaa.net/

## 著書
- 『久保栄の世界』（社会評論社、1989年）
- 『戯曲　火山灰地』編　解説・解題（社会評論社　1992年）
- 『近代演劇の扉をあける ドラマトゥルギーの社会学』（社会評論社、1999年。2000年、第32回日本演劇学会河竹賞受賞)
- 『久保栄　火山灰地』編　解説・解題（新宿書房　2004年）
- 『ドラマ解読――映画・テレビ・演劇批評』（社会評論社、2009年）
- 『コレクション・モダン都市文化60巻　新劇と移動演劇』編　解説・解題（ゆまに書房　2010年）
- 『菊田一夫の仕事　浅草・日比谷・宝塚』（社会評論社、2011年）
- 『木下順二の世界　敗戦日本と向きあって』編著（社会評論社　2014年）
- 『川上音二郎と貞奴　明治の演劇はじまる』（社会評論社、2015年2月）
- 『川上音二郎と貞奴2　世界を巡演する』（社会評論社　2015年12月）
- 『川上音二郎と貞奴３　ストレートプレイ登場する』（社会評論社　2018年2月）
- 『清水邦夫の華麗なる劇世界』（社会評論社　2020年8月）
- 『島村抱月の世界　ヨーロッパ・文芸協会・芸術座』編著（社会評論社　2021年11月）
- 『村山知義の演劇史』（社会評論社　2022年11月）
- 『福田善之の世界』編著（社会評論社　2024年1月）

### 共著
- 『日本語の聴解　初級から上級まで』清水邦子と共著（社会評論社　1990年）
- 『樋口一葉を読みなおす』新フェミニズム批評の会編（學藝書林　1994年初版、1999年４版）
- 『「青鞜」を読む』新・フェミニズム批評の会編（學藝書林　1998年）
- 『20世紀の戯曲』日本近代演劇史研究会編　全三巻（社会評論社　1998~2005年）
- 『20世紀のベストセラーを読み解く 女性・読者・社会の100年』江種満子共編著 （學藝書林 2001 年）
- 『家族の肖像　ホームドラマとメロドラマ』岩本憲児編（森話社　2007年）
- 『岸田國士の世界』日本近代演劇史研究会編（翰林書房　2010年）
- 『村山知義　劇的尖端』岩本憲児編（森話社　2012年）
- 『井上ひさしの演劇』日本近代演劇史研究会編（翰林書房　2012年)
- 『演劇学論集　日本演劇学会紀要57』「宝塚歌劇百年、そして未来へ」シンポジウム：小林公一・井上理恵・川崎賢子・鈴木国男（司会）（日本演劇学会　2013年秋）学会紀要 | 日本演劇学会 (jstr.org)
- 『革命伝説・宮本研の劇世界』日本近代演劇史研究会編（社会評論社　2017年）
- [Rethinking Nature in Japan From Tradition to Modernity] edited by Ruperiti、Vesco and Negri ,Edizioni Ca 'Foscari ,Universita Ca 'Foscari Venezia ,2018 (The Struggle with Nature in Kubo Sakae's Land of Volcanic Ash )
- 『つかこうへいの世界　消された〈知〉』日本近代演劇史研究会編（社会評論社　2019年）
- 『日本の舞台芸術における身体　死と生、人形と人工体』ボナヴェントゥーラ・ルペルティ編　（晃洋書房　2019年）
- 『宝塚の21世紀　演出家とスターが描く舞台』井上理惠・鈴木国男・関谷由美子著（社会評論社　2020年）
- 『演劇の過去と現在　日本近代文学館５０周年記念論集』日本近代演劇史研究会編（論創社 2025年）「二世左団次と小山内薫の実験演劇　自由劇場」執筆

### その他
- 書評　武井昭夫著『演劇の弁証法　ドラマの思想と思想のドラマ』影書房　図書新聞2002年5月4日号
- 書評　平野啓一郎著『決壊　上下』新潮社　図書新聞2008年9月20日号
- 書評　斎藤偕子著『19世紀アメリカのポピュラー・シアター』論創社　図書新聞2011年4月16日（3010号）
- 脚色・演出「悪魔のりんご」（原作舟崎克彦）せんがわ劇場初演　2011年11月30日～12月2日６回公演
- 『清水邦夫の劇世界を探る』「『署名人』から始まる清水戯曲の魅力について」講演、於多摩美術大学・世田谷文学館

　（多摩美術大学・世田谷文学館共同研究　2011年11月23日世田谷文学館上演「署名人」リーディング付DVD)
- 『清水邦夫の劇世界を探る』第二弾　「リーディングシアター　『エレジー　父の夢は舞う』」（DVD付）於世田谷文学館。「『エレジー　父の夢は舞う』――‹父›という存在」講演（多摩美術大学・世田谷文学館共同研究　2012年11月17・18日）
- 書評　伊坂幸太郎著『夜の国のクーパー』東京創元社刊　図書新聞2013年2月9日（3097号）

- 『清水邦夫の劇世界を探る』第三弾　「リーディングシアター　『楽屋』」、「『楽屋』の虚構性」講演（多摩美術大学・世田谷文学館共同研究　2013年11月16日17日　文学館・文学ホール　DVD付）於世田谷文学館
- [Rethinking Nature in Japan  From Tradition to Modernity ] International Symposium ;Ca' Foscari University of Venice; March 17~18 ,2014

- 書評　神山彰編著『忘れられた演劇』森話社　図書新聞2014年8月9日号
- 『清水邦夫の劇世界を探る』第四弾　「リーディングシアター『ぼくらは生まれ変わった木の葉のように』」（DVD付）於世田谷文学館、「『ぼくらは生まれ変わった木の葉のように』について」講演（多摩美術大学・世田谷文学館共同研究2014年11月8日）

- 『清水邦夫の劇世界を探る』第五弾　「リーディングシアター『昨日はもっと美しかった　某地方巡査と息子にまつわる挿話』」、「昨日はもっと美しかったとは何か……」講演（多摩美術大学・世田谷文学館共同研究2015年11月21日 DVD付）於世田谷文学館

- ドキュメンタリー映画「あるアトリエの100年」（岡田三郎助と岡田八千代）イメージブレーン製作　2016年9月公開
- 『清水邦夫の劇世界を探る』第六弾　「リ－ディングシアター　『イエスタデイ』」、「清水邦夫の『イエスタデイ』の持つ意味…」講演（多摩美術大学・世田谷文学館共同研究　2016年11月12日　於多摩美術大学）
- 書評　林廣親著『戯曲を読む術ー戯曲・演劇史論』笠間書院　東京大学国語国文学会発行『國語と國文學』2017年6月号
- 久保栄没後60年記念事業「林檎園日記」上演・講演「21世紀に生きる久保栄　「林檎園日記」の今」（2018年6月23日　札幌北翔大学ポルトホール）
- 毎日新聞　今週の本棚「この三冊」つかこうへいの三冊を紹介（2019年3月3日号）https://mainichi.jp/
- 日本演劇学会2019年度研究集会　西和賀セッション講演「川村光夫の劇世界」（2019年10月5日岩手県西和賀町銀河ホール）
- 文化庁/日本演出者協会主催〈日本の戯曲研修セミナーin東京2021〉講演「日本の近代演劇の女性作家概観」（2021年7月5日zoom）
- 文化庁/日本劇作家協会主催「日本劇作家協会公開講座2021夏　劇作家清水邦夫を語る」(2021年8月21日zoom）　http://www.jpwa.org/
- 論文「清水邦夫『幻の心もそぞろ狂おしのわれら将門』の宇宙」（2020-2022年度　研究紀要  桐朋学園芸術短期大学）桐朋学園大学附属図書館OPAC 掲載 https://opactoho.tohomusic.ac.jp/webopac/TC20119234
- 文化庁/日本演出者協会主催「日本戯曲研修セミナー＠オンライン２０２２　雑誌『青鞜』を読む」講演：オープニングレクチャー（2022年10月20日zoom）https://www.jda.jp/
- NPO法人地球ことば村・ことば村サロン主催・講演「芝居のことばと日常生活のことば、同じor違う？」（2024年2月21日慶應義塾大学三田キャンパス）http://www.chikyukotobamura.org/
- 追悼文「追悼　川上美那子先生」『有島武郎研究』27号有島武郎研究会機関誌2024年5月https://arishimaken.hatenablog.jp/
- 「回想の新劇―変貌する概念〈新劇〉」『築地小劇場100年　新劇の20世紀』早稲田大学坪内博士記念演劇博物館刊2024年12月https://enpaku.w.waseda.jp/publication/19547/
- 『帝国劇場と俳優座劇場の閉館」　2025年6月12日26日
- 帝国劇場と俳優座劇場─閉館のゆくえ（上）井上 理惠（桐朋学園芸術短大名誉教授） - インテリジェンス・ニッポン
- 帝国劇場と俳優座劇場─閉館のゆくえ（下）井上 理惠（桐朋学園芸術短大名誉教授） - インテリジェンス・ニッポン